# Tapirji
Tapirji (znanstveno ime Tapiridae) so družina primitivnih lihoprstih kopitarjev, v katero uvrščamo en sam rod, Tapirus (tapir), vanj pa štiri znane vrste, ki živijo v Južni in Srednji Ameriki ter Jugovzhodni Aziji.
Predstavniki družine so podobni prašičem, s kratkimi nogami in čokatim telesom ter značilnim oprijemalnim rilcem, a so bolj sorodni konjem in nosorogom.

## Opis
Tapirji dosežejo 1,8 do 2,5 m v dolžino, 75 do 120 cm plečne višine in 225 do 300 kg telesne mase. Hrbet čokatega trupa se dviga od pleč proti zadnjici, zato delujejo okorno. Spredaj se trup prek kratkega vratu nadaljuje v glavo s štrlečimi ušesi ter kratkim mesnatim rilcem, ki je nastal z zraščenjem nosu in zgornje ustnice. Kratke noge se končujejo s štirimi (sprednje) oz. tremi (zadnje) prsti z roževinastimi kopiti, vendar je četrti prst na sprednjem paru nog kratek in dvignjen, zato je njegov odtis viden le na zelo mehkih tleh. Razen ščetinaste grive imajo le redko dlako, z izjemo gorskega tapirja, ki živi v hladnejšem okolju.
So pretežno samotarske in nočno aktivne živali, ki se zadržujejo med gostim rastjem in jih je kljub velikosti težko najti. Konfliktom se raje izognejo, po možnosti z begom v vodo, sicer pa se pasejo po jasah in rečnih bregovih. Pod vodo lahko zdržijo več minut, indijski tapir lahko tudi hodi po dnu kot povodni konj in se prehranjuje s podvodnim rastlinjem. Parijo se skozi vse leto; samica povrže enega mladiča (izjemoma dva) in ima lahko novega že po letu in pol. Mladiči vseh vrst so rdečerjave barve z belimi progami, ki jih skrijejo v podrasti, podobni so mladičem divje svinje.

## Evolucija in sistematika
Tapirjem sorodni kopitarji iz zdaj izumrlega rodu Heptodon so se pojavili v zgodnjem eocenu v Severni Ameriki. Bili so že zelo podobni modernim tapirjem, a približno pol manjši in brez rilca. Pravi tapirji so se pojavili v oligocenu in so do miocena imeli že vse značilnosti sedanjih vrst. Azijski in ameriški predstavniki naj bi se ločili pred 20 do 30 milijoni let, slednji so nato migrirali v Južno Ameriko med t. i. »veliko izmenjavo«, ko je Panamska ožina povezala celini. Večino svoje evolucijske zgodovine so bili razširjeni po večjem delu severne poloble, kjer so izumrli pred komaj 10.000 leti.
Po trenutno veljavni taksonomiji šteje rod tapirjev štiri danes živeče vrste:
- južnoameriški nižinski tapir (Tapirus terrestris)
- gorski tapir (Tapirus pinchaque)
- srednjeameriški tapir (Tapirus bairdi)
- indijski tapir (Tapirus indicus)

Še eno vrsto, Tapirus kabomani, so taksonomi opisali leta 2013, kar je povzročilo precej razburjenja v strokovnih krogih in širše, saj je šlo za prvo novo vrsto lihoprstega kopitarja po več kot sto letih in največjega novoodkritega sesalca v zadnjih nekaj desetletjih, a drugi znanstveniki oporekajo veljavnosti nove vrste.